# Ulanos Imperiais e Reais

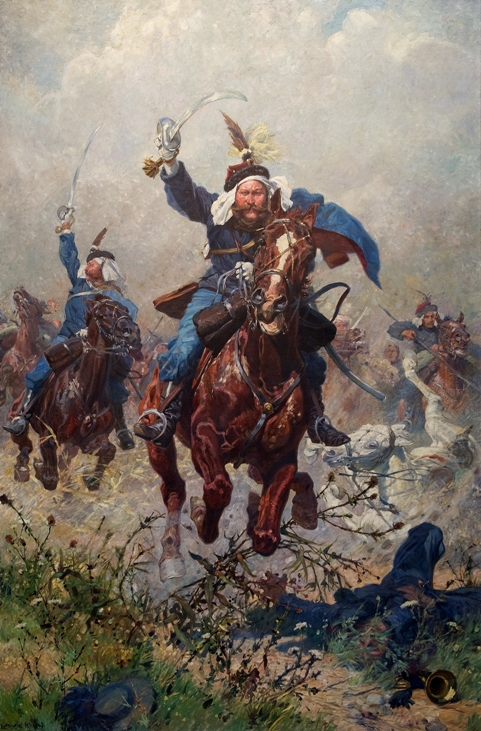
Coronel Maximilian Ritter von Rodakowski e o 13.º Ulanos na Batalha de Custoza. (Pintura de 1908 de Ludwig Koch. Óleo sobre linho, Museu de História do Exército, Viena)

Juntamente com os dragões e os hussardos, os Ulanos Imperiais e Reais (em alemão: k.u.k. Ulanen), compôs a cavalaria do Exército Austro-Húngaro de 1867 a 1918, tanto no Exército Comum quanto no Landwehr Austríaca, onde eram conhecidos como Ulanos do Landwehr Imperial e Real (k.k. Landwehr-Ulanen).
A monarquia austríaca, enfraquecida pela derrota na guerra contra a Prússia em 1866, teve efetivamente que garantir a autonomia do Reino da Hungria no chamado Compromisso de 15 de março de 1867. Como resultado, a metade húngara do Império imediatamente começou a estabelecer seu próprio exército, a Real Landwehr Húngaro (em húngaro: Magyar Királyi Honvédség). 
Após a assinatura do Compromisso, a metade austríaca do Império também começou a construir um exército, o Landwehr Imperial e Real (em alemão: k.k. Landwehr). As duas novas forças do Landwehr coexistiram com o Exército Comum (Gemeinsame Armee), o exército imperial de todo o Império. Na prática, isso significava que a Áustria-Hungria tinha três exércitos distintos ao mesmo tempo. 

## Organização
O Exército Comum conta com 11 regimentos de ulanos e a Landwehr austríaca, 6 regimentos. Tradicionalmente, a maioria dos ulanos era recrutada no Reino da Galícia e Lodoméria. Os regimentos também estavam estacionados lá, com poucas exceções. 
- Em 1914, os regimentos de cavalaria imperial e real consistiam cada um de 2 divisões (batalhões) e 3 esquadrões (Eskadronen).